# Cosimo Fanzago
Cosimo Fanzago (Clusone c.1593-Nápoles 1678). Arquitecto y escultor italiano que descolló durante el barroco.

## Biografía
Fanzago es considerado uno de los más grandes exponentes del barroco en Nápoles donde creó una originalísima versión local de tal "no-estilo". Nacido en el pueblo de Clusone cercano a la norteña ciudad de Bérgamo, en el seno de una familia de bronceros y arquitectos se radicó en Nápoles durante el año 1608, allí fue primero aprendiz de albañil (mazone) y se formó como escultor antes de establecer su atelier o "taller" y comenzar a realizar sus obras.
Durante su primera etapa napolitana se destacan sus realizaciones en donde desarrolla un barroco con riquísimas y abigarradas taraceas de mármoles que adornan estructuras aún permeadas de rigor manierista: La Guglia di San Gennaro (la aguja de San Genaro), una columna-capitel votiva en homenaje al santo patrono de Nápoles. Tal "aguja" es una especie de imitación de las grandes estructuras que se portan en las procesiones religiosas dedicadas a este santo. Esta columna-capitel fue modelo para otras dos llamadas "columnas de la plaga", una en Piazza del Gesù Nuovo y la otra en Piazza di San Domenico Maggiore (se les llama "de la plaga" porque se construyeron como ofrendas para evitar epidemias), así como ha sido arquetípica para otras guglie que se encuentran en todo el Mezzogiorno. También es importante otra columna llamada "La flecha de San Javier". Resulta importantísimo su gran trabajo: la Certosa di San Martino (Cartuja de San Martín) en la cual incluye un espectacular patio central con amplios pórticos y exornado por bustos de santos pertenecientes a la orden de los cartujos. Fanzago ha sido relevante en el diseño de las fachadas o parte de fachadas o detalles de varias iglesias, capillas y edificios cívicos entre los que se cuentan Santa Maria degli Angeli (vecina al Jardín Botánico napolitano) y el diseño de la iglesia de San Francesco Saverio (San Francisco Javier) (actualmente iglesia de San Ferdinando, San Fernando), frente a la plaza del Palacio Real. Asimismo se destaca Fanzago por sus altares dentro de iglesias como sucede en las de Santa Maria la Nova, Santo Severino e Sossio, Santa Maria di Constantinopoli y la iglesia de San Pietro a Maiella (esta última es hoy sede del Conservatorio Musical) o esculturas como la de San Brunone -fundida en plata y luego dorada- que se halla en la ya mencionada Certosa di San Martino. Toda la ciudad de Nápoles, su ciudad adoptiva, parece mantener el recuerdo de este artista, por ejemplo en las fuentes y fontanas, como aquella llamada La Gigante vecina a la iglesia de Santa Lucía y la gran fontana Sebeto en Mergellina.
Los trabajos de Cosimo Fanzago fuera de Nápoles son principalmente las obras de remodelación barroca que realizó para la célebre abadía benedictina de Montecassino y el altar en la iglesia veneciana de San Nicolò al Lido, además de trabajos en Avellino, en Pescocostanzo, así como en la Iglesia de la Purísima de Salamanca (España). 
Al parecer se le encontró involucrado en la revuelta de Masaniello, motivo por el cual fue condenado a muerte y por el cual Fanzago huyó a Roma ciudad en donde trabajó por más de una década, principalmente restaurando las iglesias de San Lorenzo in Lucina y de Santa Maria en Via Lata.

Tras ser indultado pudo regresar a Nápoles, en esta segunda y última etapa napolitana diseñó la Iglesia de Santa María Egipcíaca en Pizzofalcone y Santa Teresa en Chiaia; su última gran realización fue la iglesia de Santa María Maggiore de Nápoles, la cual fue edificada entre 1633 y 1675.

## Elenco de las principales obras de Fanzago
- La decoración marmorea efectuada en la iglesia del Gesù Nuovo con los dos capillones de San Ignacio y San Francisco Javier y las estatuas de Jeremías y David.
- Los dos capillones del trasecto de la iglesia del Gesù Vecchio.
- Varios trabajos en la iglesia y el claustro de la cartuja de San Martino, quizás el lugar que mejor ejemplifica el estilo de Fanzago y el de todo el barroco napolitano (empero Fanzago tuvo desavenencias con los monjes cartujos y en su vejez fue desalojado de la certoza o cartuja).
- Las fachadas de la iglesia de Santa Maria de Constantinopoli, San Giuseppe a Pontecorvo, Santa Maria degli Angeli nelle Crocce (Santa María de los Ángeles en las Cruces), Santa Teresa in Chiaia.
- La iglesia de Santa María Egipcíaca en Pizzofalcone (de planta central, inspirada en la iglesia de Sant'Agnese in Agone de Borromini).
- La iglesia de Santa Maria Maggiore (llamada La Piedrasanta).
- La iglesia de San Giorgio Maggiore.
- La redecoración barroca de la Abadía de Montecassino (destruida a fines de la Segunda Guerra Mundial y luego parcialmente restaurada).
- La Guglia de San Genaro, -como se ha indicado- prototipo de numerosísimas realizaciones análogas en Nápoles y todo el Mezzogiorno.
- Los claustros de las capillas de Santo Domenico, San Pietro en Maiella, San Severino y Sossio.
- La capilla Firrao en San Paolo Maggiore, la capilla de Santa Teresa agli Studi, la capilla de San Lorenzo en Cacace.
- Los palacios de Zervallos, Maddaloni y Stigliano.
- El llamado Palacio de Doña Ana en Possilipo.

- Datos: Q632372
- Multimedia: Cosimo Fanzago / Q632372